# Скрин, Дженнифер
Дженнифер Эллен «Дженни» Скрин (англ. Jennifer Ellen "Jenni" Screen; в замужестве Моттрам (англ. Mottram); род. 26 февраля 1982 в Ньюкасле, Новый Южный Уэльс, Австралия) — австралийская профессиональная баскетболистка, которая выступала в женской национальной баскетбольной лиге за команду «Аделаида Лайтнинг». Играла в амплуа атакующего защитника и лёгкого форварда.
В составе национальной сборной Австралии она выиграла серебряные медали Олимпийских игр 2008 года в Пекине и бронзовые медали Олимпийских игр 2012 года в Лондоне, кроме того стала чемпионкой чемпионата мира 2006 года в Бразилии, Игр Содружества 2006 года в Мельбурне и чемпионата Океании 2013 года в Австралии и Новой Зеландии и стала бронзовым призёром летней Универсиады 2005 года в Измире.

## Ранние годы
Дженнифер Скрин родилась 26 февраля 1982 года в городе Ньюкасл (штат Новый Южный Уэльс).